# Distrikt Paccha (Yauli)
Der Distrikt Paccha liegt in der Provinz Yauli in der Region Junín in Zentral-Peru. Der Distrikt wurde am 17. März 1958 gegründet. Er hat eine Fläche von 323 km². Beim Zensus 2017 wurden 1680 Einwohner gezählt. Im Jahr 1993 lag die Einwohnerzahl bei 2192, im Jahr 2007 bei 1883. Sitz der Distriktverwaltung ist die 3742 m hoch gelegene Ortschaft Paccha mit 1248 Einwohnern (Stand 2017). Paccha befindet sich knapp 9 km nordwestlich der Provinzhauptstadt La Oroya.

## Geographische Lage
Der Distrikt Paccha liegt im Andenhochland zentral in der Provinz Yauli. Der Oberlauf des Río Mantaro durchquert den Distrikt in südöstlicher Richtung. An dessen Flusslauf liegt im Distrikt die Talsperre Malpaso.
Der Distrikt Paccha grenzt im Südwesten an den Distrikt Morococha, im Norden an den Distrikt Junín (Provinz Junín), im Nordosten und im Osten an die Distrikte La Unión und Tarma (beide in der Provinz Tarma) sowie im Süden an die Distrikte La Oroya und Santa Rosa de Sacco.

## Ortschaften
Im Distrikt gibt es neben dem Hauptort folgende größere Ortschaften:
- San José de Huaypacha